# Untitled Horror Movie
Untitled Horror Movie è un film del 2021 diretto da Nick Simon.
Commedia horror statunitense la cui produzione, con le riprese concomitanti con le misure di confinamento dovute alla pandemia di COVID-19, ha messo in condizioni il cast di girare la pellicola praticamente senza incontrarsi.

## Trama
Quando sei coprotagonisti scoprono che il loro programma televisivo di successo sta per essere cancellato, decidono di girare il proprio film, evocando involontariamente uno spirito che ha un'affinità con la violenza.

## Distribuzione
Il film e stato presentato in anteprima in live streaming il 12 giugno 2021. È stato reso disponibile per la visione da (Yet) Another Distribution Company su servizi di video on demand e piattaforme digitali come iTunes e Amazon.com il 15 giugno 2021.

## Accoglienza

### Critica
Sul sito web del aggregatore Rotten Tomatoes, I'80% delle recensioni di dieci critici e positivo, con una valutazione media di 6,90/10.